# Dutch Open 2010
Die Dutch Open 2010 im Badminton fanden vom 19. bis 24. Oktober 2010 im Topsportcentrum Almere in Almere statt. Das Gesamtpreisgeld belief sich auf 50.000 US-Dollar. Es war das erste Turnier, bei dem Olga Konon für Deutschland spielte.

## Sieger und Platzierte
| Disziplin    | Gold                                 | Silber                        | Bronze                              |
| ------------ | ------------------------------------ | ----------------------------- | ----------------------------------- |
| Herreneinzel | Sho Sasaki                           | Ajay Jayaram                  | Anand Pawar                         |
| Herreneinzel | Sho Sasaki                           | Ajay Jayaram                  | Eric Pang                           |
| Dameneinzel  | Juliane Schenk                       | Yao Jie                       | Olga Konon                          |
| Dameneinzel  | Juliane Schenk                       | Yao Jie                       | Ai Goto                             |
| Herrendoppel | Hirokatsu Hashimoto Noriyasu Hirata  | Yoshiteru Hirobe Kenta Kazuno | Ingo Kindervater Johannes Schöttler |
| Herrendoppel | Hirokatsu Hashimoto Noriyasu Hirata  | Yoshiteru Hirobe Kenta Kazuno | Naoki Kawamae Shoji Sato            |
| Damendoppel  | Valeria Sorokina Nina Vislova        | Mizuki Fujii Reika Kakiiwa    | Shizuka Matsuo Mami Naito           |
| Damendoppel  | Valeria Sorokina Nina Vislova        | Mizuki Fujii Reika Kakiiwa    | Emelie Lennartsson Emma Wengberg    |
| Mixed        | Alexandr Nikolaenko Valeria Sorokina | Shintaro Ikeda Reiko Shiota   | Kenichi Hayakawa Shizuka Matsuo     |
| Mixed        | Alexandr Nikolaenko Valeria Sorokina | Shintaro Ikeda Reiko Shiota   | Ruud Bosch Lotte Jonathans          |

## Finalergebnisse
| Disziplin    | Sieger                               | Finalist                      | Ergebnis            |
| ------------ | ------------------------------------ | ----------------------------- | ------------------- |
| Herreneinzel | Sho Sasaki                           | Ajay Jayaram                  | 21–16, 21–19        |
| Dameneinzel  | Juliane Schenk                       | Yao Jie                       | 21–13, 14-21, 21–15 |
| Herrendoppel | Hirokatsu Hashimoto Noriyasu Hirata  | Yoshiteru Hirobe Kenta Kazuno | 21–17, 21–13        |
| Damendoppel  | Valeria Sorokina Nina Vislova        | Mizuki Fujii Reika Kakiiwa    | 21–19, 21–19        |
| Mixed        | Alexandr Nikolaenko Valeria Sorokina | Shintaro Ikeda Reiko Shiota   | 22–20, 21–9         |